# Aderus flavicornis
Aderus flavicornis é uma espécie de inseto besouro da família Aderidae. Foi descrita cientificamente por George Charles Champion em 1890.

## Distribuição geográfica
Habita no México.